# Лауде (Нідерланди)
Лауде (нід. Laude) — селище в нідерландській провінції Гронінген. Входить до муніципалітету Вестерволде.
Його площа становить 0,56км², а населення станом на 2021 рік складало 40 осіб.
Перша згадка про населений пункт датується 1466 роком.